# 曾志偉
曾 志偉（エリック・ツァン 英語:Eric Tsang 1953年4月14日 -）は、香港の俳優・映画監督・プロデューサー及び司会者である 。

## 来歴
祖籍は梅県区の客家人である。16歳の時からプロのサッカー選手として活躍して、香港代表にも選ばれていたが怪我のために引退。その後映画界に転進した。当初はスタントマンとしての活動であったが、1980年頃から俳優として映画に出演する様になり、今や香港映画には欠かせぬ俳優となった。
その芸域は非常に幅広く、『インファナル・アフェア』での黒社会の頭領からゲイの男性役、シリアスなドラマからコメディまで、ありとあらゆる役をこなす一方、1981年にはサミュエル・ホイ主演の『悪漢探偵』の監督を務めるなど、早くから数多くの映画製作を手掛けている。今は映画製作会社の取締役を務める一方、年間数本の映画に出演し続けている。
1991年には『愛という名のもとに』で第11回香港電影金像奨の最優秀主演男優賞を、1997年には『ラヴソング』で第16回香港電影金像奨の最優秀助演男優賞をそれぞれ受賞している。また、1998年には『ホールド・ユー・タイト』で第35回金馬奨最優秀助演男優賞を受賞した。
テレビの司会者としても活動している。特に、香港のTVBで放送されているゲーム番組『奨門人』シリーズは、1995年の放送開始以来、一旦2005年に放送終了したものの、2008年からは3年ぶりに新シリーズが放送開始されており、平均30%以上の高視聴率を誇る人気番組である。

## 監督作品
- 悪漢探偵 (1982年)
- 悪漢探偵2 (1983年)
- 香港トワイライト・ゾーン/摩訶不思議物語 (1985年)
- 十福星 (1986年)
- サンダーアーム/龍兄虎弟 (1986年)

（この作品は当初エリックが監督をしていたが、主演のジャッキー・チェンが撮影開始直後にロケ地のユーゴスラビアにて生死をさまよう大怪我をし、撮影の続行が不可能となった。そのためエリックは監督を降板。怪我から回復したジャッキーがその後監督を務めた。）
- ときめき美少女隊 (1987年)
- 恋のカウントダウン (1987年)
- 蒼き獣（おおかみ）たち (1991年)

## 出演作品

### 映画
- 少林寺怒りの鉄拳 (1977年)
- 燃えよデブゴン 正義への招待拳 (1977年)
- 殺しのストッキング (1982年)
- 魔界天使 (1982年)
- アラン・タムの活劇! 盗聴大作戦 (1983年)
- 少林寺 破戒大師伝説 (1984年)
- 大福星　福星高照 (1985年)
- 七福星　夏日福星 (1985年)　※製作も
- 冒険活劇 上海エクスプレス (1986年)
- ゴールデン・スワロー/魔翔伝説 (1987年)　※製作も
- 男たちのバッカ(挽歌)野郎　精裝追女仔 (1987年)
- 復讐は夢からはじまる　性夢驚魂 (1987年 オムニバス映画 第一話主演)
- 最後勝利　最後勝利 (1987年 主演)
- マネー・チェイス  橫財三千萬(1987年)
- あの愛をもういちど (1988年)
- 超アブない激辛刑事 カリー&ペッパー (1990年)
- 富貴兵團 (1990年)
- ワンス・アポン・ア・タイム・イン・チャイナ外伝/天地笑覇 (1991年)
- 極道追踪 暴龍in歌舞伎町　極道追踪 (1991年)
- 愛という名のもとに　雙城故事 (1991年)　※製作も
- ラスト・ブラッド/修羅を追え (1991年)　※製作総指揮も
- 霊幻勇士vs黒魔術 (1994年)
- 君さえいれば/金枝玉葉　金枝玉葉 (1994年)　※製作も
- プロジェクトS (1994年)
- ラヴソング　甜蜜蜜 (1996年)
- ボクらはいつも恋してる! 金枝玉葉2　金枝玉葉II (1996年)
- ホールド・ユー・タイト　愈快楽愈堕落 (1997年)
- ヒットマン (1998年)
- 不夜城 SLEEPLESS TOWN　不夜城 (1998年)
- アンナ・マデリーナ　安娜瑪德蓮娜 (1998年)
- 星願 あなたにもういちど　星願 (1999年)
- ジェネックス・コップ　特警新人類 (1999年)
- スイート・ムーンライト　天旋地戀 (1999年)
- わすれな草　半支煙 (2000年)
- 潜入黒社会　知法犯法 (2001年)
- アクシデンタル・スパイ　特務迷城 (2001年)
- パートナー (2002年)
- THREE/臨死「going home」　三更- 回家 (2002年)
- インファナル・アフェア　無間道 (2002年)
- 1:99 電影行動 (2003年)
- インファナル・アフェア 無間序曲　無間道II (2003年)
- インファナル・アフェアIII　終極無間　終極無間 (2003年)
- 大丈夫　大丈夫 (2003年)　※製作も
- インファナル・アンフェア 無間笑　精装追女仔2004 (2004年)
- ベルベット・レイン　江湖　(2004年)　※製作も
- ディバージェンス 運命の交差点　三岔口 (2004年)
- ブラッディ・レイン　黑白戰場 (2004年)
- パティシエの恋　後備甜心 (2005年)
- 早熟 〜青い蕾〜　早熟 (2005年)
- 姐御 〜ANEGO〜　阿嫂 (2005年)
- ウィンター・ソング　如果・愛 (2005年)
- インビジブル・ウェーブ (2006年)
- カンフー・ダンク!　功夫灌籃 (2008年)
- 闘茶〜Tea Fight〜　鬥茶 (2008年)
- 秘岸　秘岸 (2008年)
- 九月に降る風　九降風 (2008年)　※製作も
- トレジャー・オブ・エンペラー 砂漠の秘宝　刺陵 (2009年)
- カンフーサイボーグ　機器俠 (2009年)
- 孫文の義士団　十月圍城 (2009年)
- 恋人のディスクール　戀人絮語 (2010年) 第7回大阪アジアン映画祭で上映
- チャイニーズ・フェアリー・ストーリー　画壁 (2011年)
- イップ・マン 最終章　葉問：終極一戰 (2013年)
- アバディーン　香港仔 (2014年) 第10回大阪アジアン映画祭で上映
- モンスター・ハント 捉妖記 (2015年)
- スキップ・トレース Skiptrace (2016年)
- 誰がための日々（中国語版）　一念無明 (2017年) 第12回大阪アジアン映画祭で上映(映画祭時邦題「一念無明」、Netflix配信タイトル「Mad World」)
- 健忘村（中国語版）　健忘村 (2017年) アジアフォーカス・福岡国際映画祭2017、第9回京都ヒストリカ国際映画祭にて上映
- 霊幻道士 こちらキョンシー退治局 救殭清道夫 (2017年)
- グレート・アドベンチャー 俠盜聯盟 (2017年)
- カンフー・ヨガ 功夫瑜伽 （2017年)
- ゴールデン・ジョブ 黄金兄弟 （2018年)　※製作も
- リベンジコード 盗まれた正義 聖人大盗 （2019年)
- カンフースタントマン 龍虎武師 龍虎武師 （2021年)
- 黑白潛行 （2024年）
- トワイライト・ソルジャーズ（中国語版） 黑白潛行2 （2025年）

### テレビドラマ
- 上海ラブストーリー (2005年)
- 君につづく道 (2008年)
- 金田一少年の事件簿 香港九龍財宝殺人事件（2013年）
- 擇天記 〜宿命の美少年〜 择天记 （2017年）

## その他の作品
- 燃えよデブゴン/カエル拳対カニ拳 (1980年) 脚本
- 霊幻道士 (1985年) 原案
- 月夜の願い/新難兄難弟 (1993年) 製作
- 酔拳2 (1994年) 製作
- the EYE 【アイ】 (2002年) 製作総指揮
- the EYE 2 (2004年) 製作総指揮
- the EYE 3 (2005年) 製作